# Нативізм (політика)

Поширення людей планетою згідно з теорією прибережних міграцій

Нативі́зм (від англ. native — «корінний», «уродженець») — політична позиція, що вимагає сприяння і надання привілейованого статусу корінному народу або нації відносно до приїжджих або іммігрантів. Нативізм зазвичай передбачає опозицію імміграції та підтримку зусиль щодо зниження політичного чи правового статусу конкретних етнічних та/або культурних груп, тому що ці групи вважаються ворожими чи чужими природній культурі, і не можуть асимілюватись.